# 班·路易斯
班·路易斯（英語：Ben Lewis，1979年9月28日—）是一名出生於英國倫敦的澳洲職業歌手及演員。代表作品有《歌劇魅影II：愛無止盡》（Love Never Dies）。

## 早年
路易斯出生於倫敦漢普斯敦（Hampstead）的一個歌劇家庭。父親麥克·路易斯（Michael Lewis）是一名歌劇家，母親派翠西亞·普萊斯（Patricia Price）是西澳表演藝術學院（Western Australian Academy of Performing Arts）的聲樂系講師，過去也曾是歌劇歌手，弟弟亞歷山大·路易斯（Alexander Lewis）是一名男高音，目前為紐約大都會歌劇院（Metropolitan Opera）『青年藝術家發展計劃』（Lindemann Young Artist Development Program）第二年的學生。
幼年時期，路易斯一家人經常往返於英格蘭和雪梨北岸，他的雙親運用自己的人脈舉辦音樂演奏會，為路易斯和弟弟就讀的華納威小學（Warrawee Primary School）籌募基金。澳洲著名指揮家、鋼琴家及聲樂家理查·波寧（Richard Bonynge）經常出席其雙親所舉辦的表演會場，並兼任指揮，而參與演出的歌手則多半來自澳洲歌劇院，該募款演奏會至今依然持續。由於路易斯雙親對募款活動貢獻極鉅，因此該校有一份頒給年輕學生的音樂獎學金是以路易斯的雙親來命名。
中學時期的路易斯是個超級運動迷，舉凡槌球、網球、高爾夫球、田徑和英式橄欖球皆有涉獵。他曾持續參加這些運動及比賽長達三年之久，直到在雪梨紐因頓中學(Newington College)的最後兩年，因失去持續下去的信念，才選擇放棄想要成為澳洲英式橄欖球國家隊選手的夢想，轉而投入戲劇表演活動。

## 經歷
路易斯的首次演出，是在英國赫特德郡（Hertfordshire）聖喬治中學（St. Georges College）時期，於校際活動演出的《龍蛇小霸王》（Bugsy Malone）裡擔任Dandy Dan一角。首演當天，飾演主角Bugsy Malone的演員意外得了盲腸炎，路易斯不得以上台代打演出。
自雪梨的紐因頓中學(Newington College)畢業後，路易斯進入雪梨大學主修文史學位，在學期間，路易斯十分熱衷於戲劇社團活動，三年半後路易斯離開大學，轉進澳洲青年歌劇院(Australian Theatre for Young People)，並取得一份在倫敦皇家音樂學院( The Royal Academy of Music)學習初級聲樂技巧的獎學金。這是路易斯首次接觸艾斯提（Jo Estill）的聲音訓練法(Estill Voice Training)。返回澳洲後，路易斯和弟弟亞歷山大一起申請攻讀西澳表演藝術學院（Western Australian Academy of Performing Arts，WAAPA）的課程，兩人都順利入學。路易斯並在那裡認識了當時同為西澳學生的妻子梅莉.史都華(Melle Stewart)。梅莉早路易斯一步從西澳畢業，路易斯隨後也在2004年畢業。
就讀西澳表演藝術學院期間，路易斯曾一度陷入低潮，當時澳洲知名劇場演員暨作家東尼‧薛爾頓（Tony Sheldon）恰巧在西澳擔任客席指導教授，薛爾頓不但鼓舞路易斯，使路易斯重拾信心，順利完成西澳的學業，同時也邀請路易斯參與他監製的戲劇演出。路易斯曾表示薛爾頓帶給他極大的鼓勵，也是影響他甚巨的人。
2006年，路易斯加入《沙漠妖姬》(Priscilla Queen of the Desert)的澳洲首演劇組，在劇中飾演 Frank一角。2007年，則是在墨爾本皇后劇院的澳洲版《火腿騎士》(Spamalot)中擔任加拉哈德爵士(Sir Galahad)的角色。2010年，當《歌劇魅影II：愛無止盡》（Love Never Dies）角色徵試在澳洲展開時，路易斯的太太梅莉鼓勵他參加試鏡。路易斯同時參加了子爵勞爾(Raoul)和魅影(phantom)的試鏡，不過到了第二次試鏡時，導演西蒙.菲利浦(Simon Philips)便已將他視為魅影(phantom)的人選。導演西蒙.菲利浦在受訪時曾經表示：「班的聲音具有迷人而深沉的特質。」
路易斯的其他劇院作品還包括：《Metro Street》、《Urinetown》、《小夜曲》(A Little Night Music)及《仲夏夜之夢》(A Midsummer Night's Dream)等。此外，路易斯也曾在2001年參與過澳洲知名電視劇《牧場英雌》(McLeod's Daughters)的演出。
《歌劇魅影II：愛無止盡》澳洲版於2011年5月正式公演，路易斯以「魅影」一角色首次成為獨挑大樑的男主角。澳洲劇組在2011年9月12至15日的演出也被拍攝、製作成DVD，並於2012年2月正式發行。

## 私人趣聞
路易斯的弟弟亞歷山大曾在Anthony Warlow和Anna O'Byrne擔綱演出的澳洲版《歌劇魅影》(Phantom Of The Opera)中飾演子爵勞爾(Raoul)，同時也是Anthony Warlow的替補演員，因此亦曾經飾演過魅影。由於之後路易斯也以魅影的角色登上舞台，兩兄弟因而被戲稱是「Brothers Of The Night」。

## 作品
| 年度 | 影片                                        | 影片                                  | 角色                                 | 備註                           |
| 年度 | 譯名                                        | 原名                                  | 角色                                 | 備註                           |
| ---- | ------------------------------------------- | ------------------------------------- | ------------------------------------ | ------------------------------ |
| 2001 | 《牧場英雌》                                | McLeod's Daughters                    | Troy O'Rourke                        | 電視劇（澳洲）                 |
| 2003 |                                             | Jacques Brel                          | Soloist                              | 舞台劇（WAAPA）                |
| 2004 |                                             | Cassidy/Ensemble                      | Jonah                                | 舞台劇（WAAPA）                |
| 2004 |                                             | Merrily We Roll Along                 | Ensemble                             | 舞台劇（WAAPA）                |
| 2004 | 《紫屋魔戀》                                | The Witches Of Eastwick               | Darryl Van Horne                     | 舞台劇（WAAPA）                |
| 2005 | 《奧德賽》                                  | Odyssey                               | Polites                              | 舞台劇 （Malthouse Theatre）   |
| 2005 |                                             | Metro Street                          | Chris Barnes                         | 音樂劇                         |
| 2006 |                                             | Uinetown                              | Robbie the Stockfish／ UCG Executive | 舞台劇 （Sydney Theatre）      |
| 2006 | 《沙漠妖姬》                                | Priscilla Queen Of The Desert         | Frank                                | 音樂劇 （ Priscilla on Stage） |
| 2007 | 《火腿騎士》                                | Monty Python's Spamalot               | Sir Galahad                          | 音樂劇 （Ozalot 2007-2008）    |
| 2009 | 《小夜曲》                                  | A Little Night Music                  | Count Carl Magnus Malcom             | 音樂劇 （Opera Australia）     |
| 2010 | 《仲夏夜之夢》                              | A Midsummer Night's Dream             | Demetrius                            | 舞台劇 （WildRumpuS）          |
| 2010 | 《小夜曲》                                  | A Little Night Music                  | Count Carl Magnus Malcom             | 音樂劇 （Opera Australia）     |
| 2011 | 安德烈.羅伊.韋伯之 《歌劇魅影II：愛無止盡》 | Andrew Lloyd Webber's Love Never Dies | The Phantom                          | 音樂劇                         |